# Gedenkteken Atatürk
Het Gedenkteken Atatürk is een monument in Amsterdam-Noord.
De kunstenaar M. Turkmen, verder onbekend, ontwierp een monument met een tweeledige betekenis. Het werd opgericht ter herinnering aan een woonoord (barakken) voor Turkse gastarbeiders die in Amsterdam-Noord werkten bij de Nederlandsche Dok en Scheepsbouw Maatschappij, wat de (bij)namen Atatürk Yurdu (Woonoord Atatürk) en minder vriendelijk Turkenkamp kreeg. Dat bestond tussen 1965 en 1978 en werd toen afgebroken omdat die NDSM afstevende op een faillissement en arbeiders afvloeiden of ontslagen werden. Het is tevens een monument ter nagedachtenis van Kemal Atatürk. Het monument staat aan de verbindingsweg Atatürk tussen de Strekkerweg en Klaprozenweg en is opgebouwd uit sierbeton en grindtegels met koperen plaquettes. 
De Volkskrant omschreef het in 1993 meer als grafsteen met de afmeting 1800 bij 200 bij 50 cm in een wat troosteloze omgeving. Dat kwam mede doordat de buurt herontwikkeld werd.
Op de plaquettes zijn de volgende teksten leesbaar:
Hier stond het woonoord Atatürk, er woonden turken, eenheid en samenzijn heeft gelukgebracht; ter herinnering aan hen dit gedenkteken; 1965-1978
Vrede in huis; Vrede in de wereld, K. Atatürk
Het monument is in de jaren negentig enige tijd weggeweest, omdat er veel bouwwerkzaamheden plaatsvonden. In 1993 kwam het in het nieuws omdat het met racistische leuzen en afbeeldingen beklad was. Trouw berichtte over de bekladding, Het Parool en de Volkskrant over de schoonmaak. 
In 1988 kreeg de weg waaraan het staat de officiële naam Atatürk.     

## Afbeeldingen

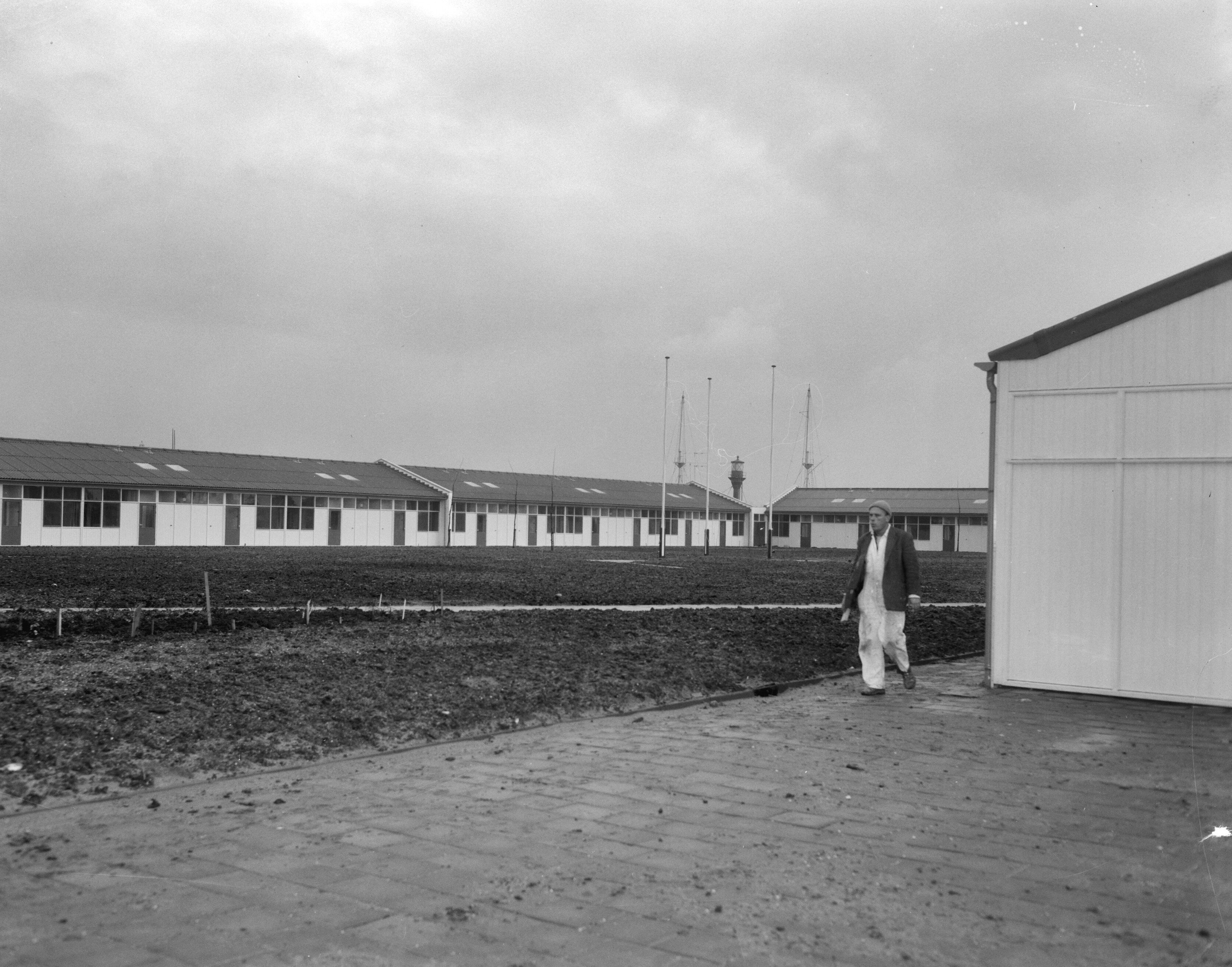
Barakkenkamp in 1965
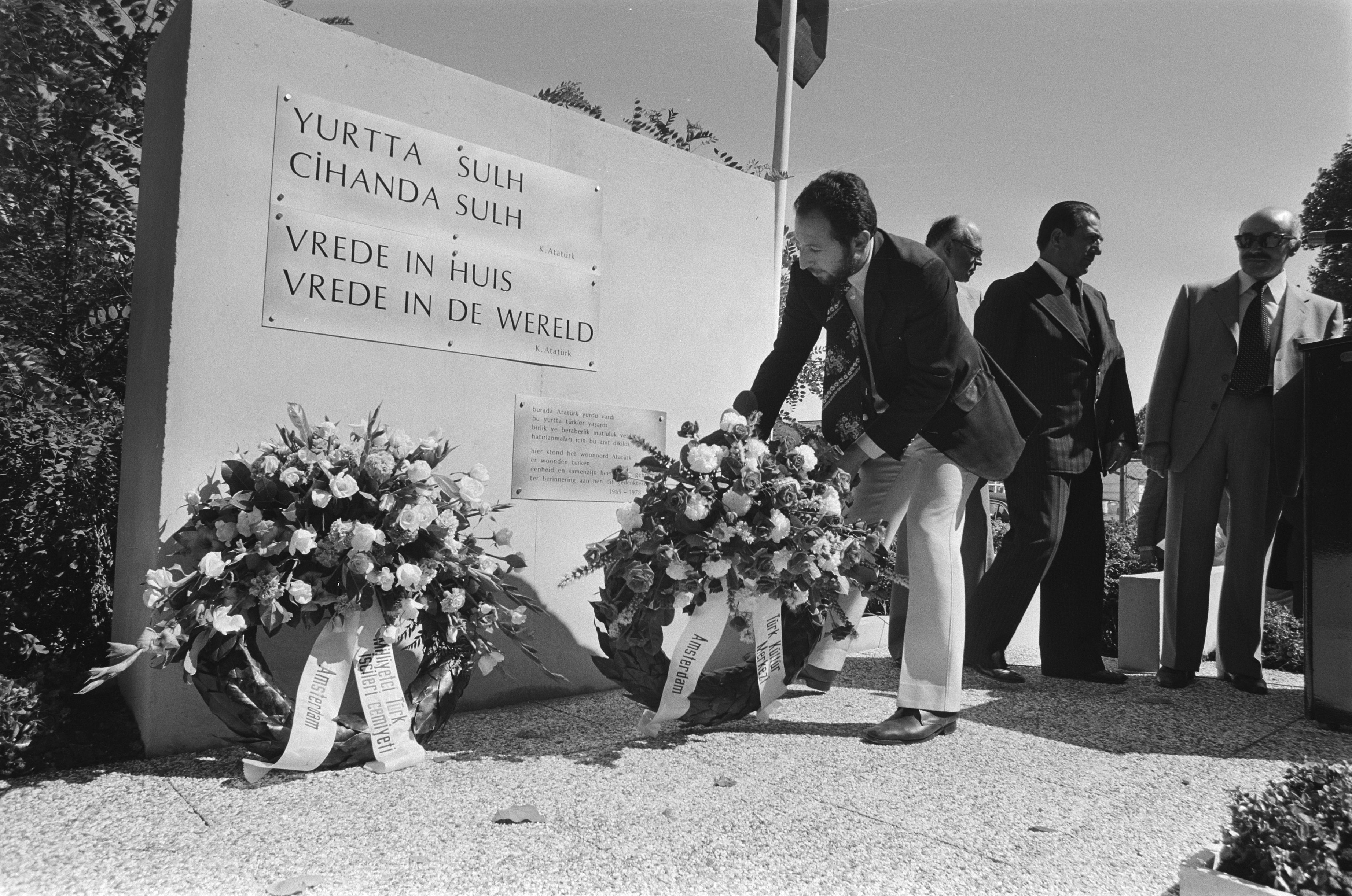
Onthulling in 1978